# 新仓路 (北京市)
39°54′12″N 116°38′37″E / 39.903327°N 116.643635°E

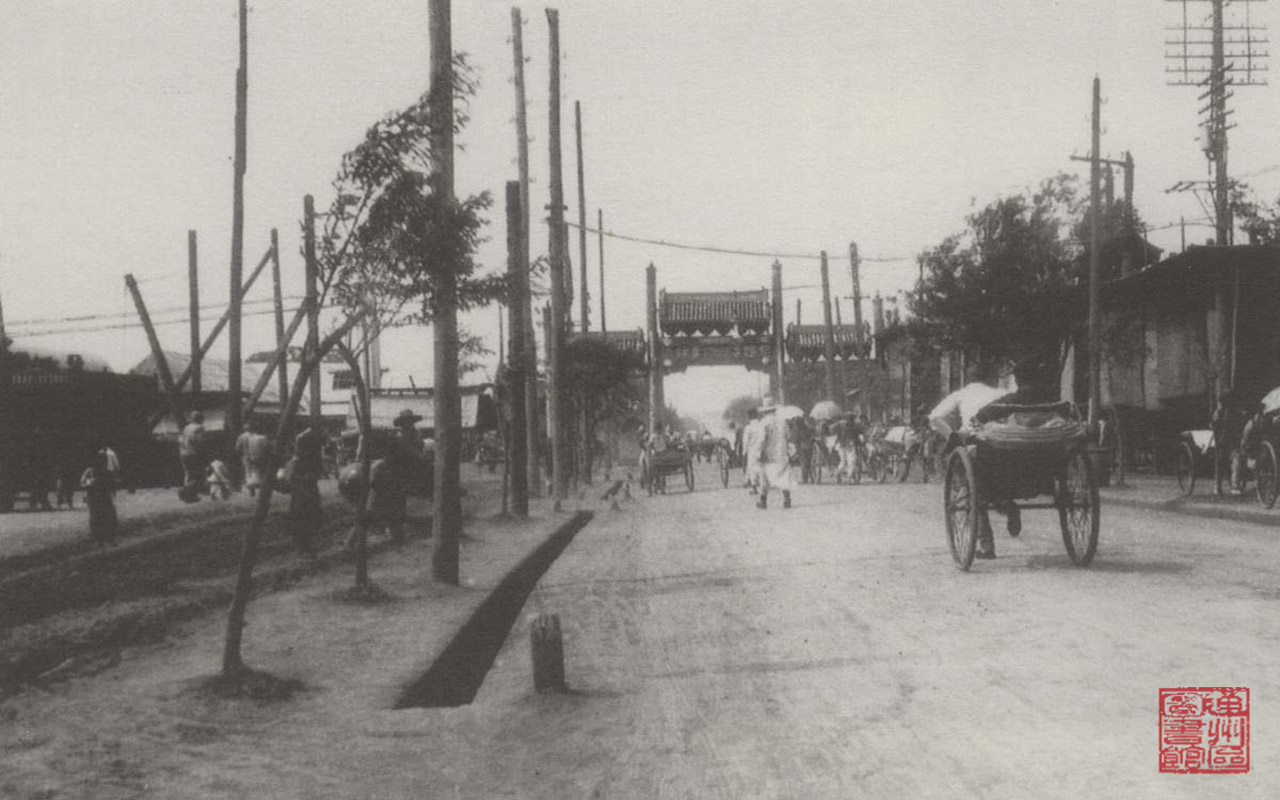
小红牌楼

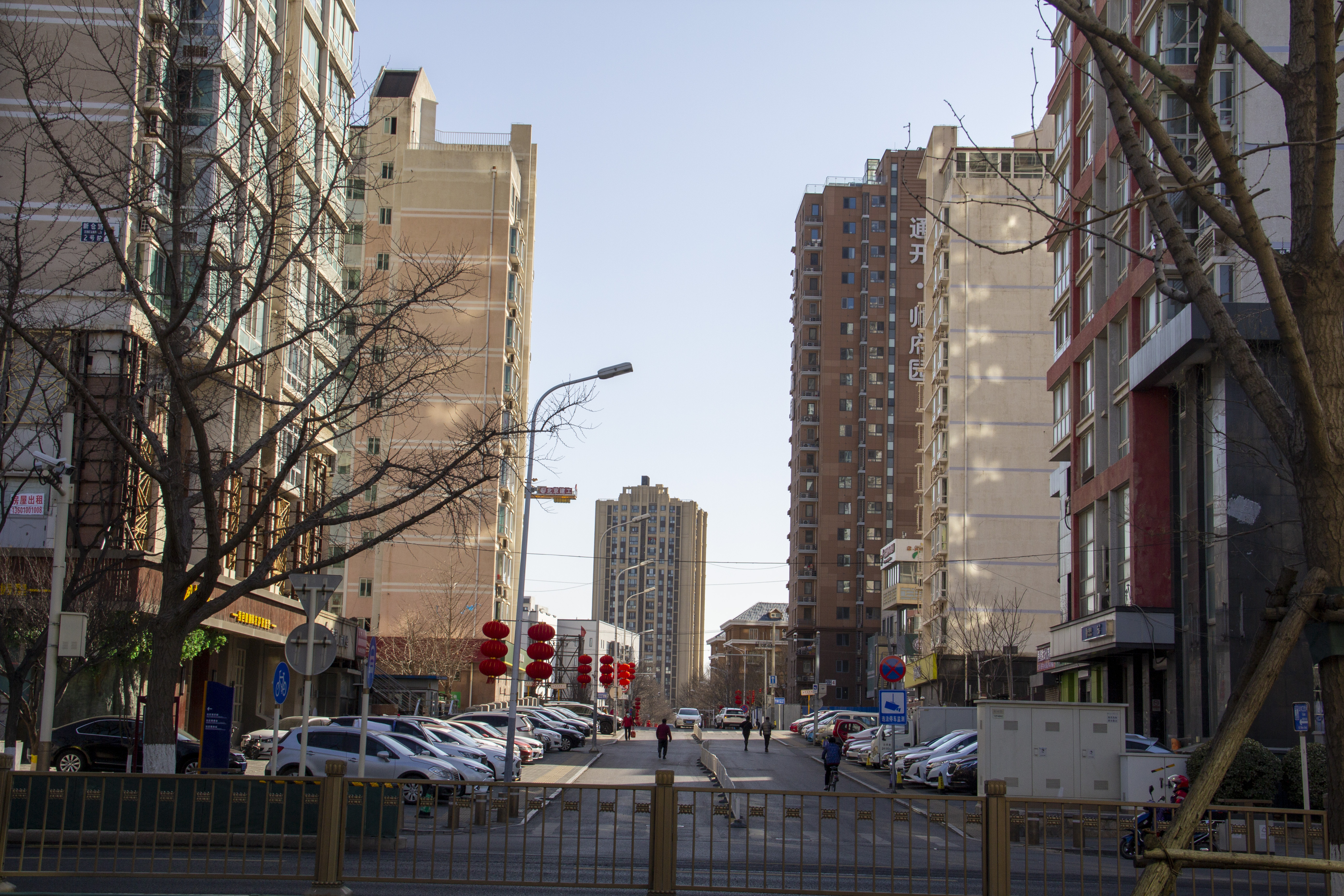
新仓路北口

新仓路（原名大、小红牌楼胡同）是北京市通州区连接新华西街和玉带河西街的一条胡同，在原通州新城中部，西侧与通惠南路平行，东侧与新华南路平行，中山大街、新城南街交叉穿过。

## 历史
明代已经形成街巷，是进入大运西仓的仓道。清代时，仓道南北各建立大、小红牌楼，此胡同名为大、小红牌楼胡同。
1981年，因为是原大运西仓仓道，更名为新仓路。

## 建筑物
| 新仓路西侧  | 新仓路西侧         | 新仓路西侧 | ↑ 北 新 仓 路 南 ↓ | 新仓路东侧 | 新仓路东侧                       | 新仓路东侧   |
| ----------- | ------------------ | ---------- | ------------------ | ---------- | -------------------------------- | ------------ |
| 门牌号      | 建筑物、场所或单位 | 图片       | ↑ 北 新 仓 路 南 ↓ | 图片       | 建筑物、场所或单位               | 门牌号       |
| 新华西街    | 新华西街           | 新华西街   | ↑ 北 新 仓 路 南 ↓ | 新华西街   | 新华西街                         | 新华西街     |
| 1号         | 新仓路1号院        |            | ↑ 北 新 仓 路 南 ↓ |            |                                  |              |
| 中山大街    | 中山大街           | 中山大街   | ↑ 北 新 仓 路 南 ↓ | 中山大街   | 中山大街                         | 中山大街     |
| 中山街211号 | 金帅府家园         |            | ↑ 北 新 仓 路 南 ↓ |            | 首都师范大学附属中学（通州校区） | 中山大街50号 |
| 27号        | 新仓路小区         |            | ↑ 北 新 仓 路 南 ↓ |            | 首都师范大学附属中学（通州校区） | 中山大街50号 |
| 29号        | 官园小学           |            | ↑ 北 新 仓 路 南 ↓ |            | 首都师范大学附属中学（通州校区） | 中山大街50号 |
| 新城南街    | 新城南街           | 新城南街   | ↑ 北 新 仓 路 南 ↓ | 新城南街   | 新城南街                         | 新城南街     |
|             | 后南仓小学         |            | ↑ 北 新 仓 路 南 ↓ |            | 富力·金禧花园                    |              |
|             | 后南仓小学         |            | ↑ 北 新 仓 路 南 ↓ | 后南仓小区 |                                  |              |
| 玉带河西街  | 玉带河西街         | 玉带河西街 | ↑ 北 新 仓 路 南 ↓ | 玉带河西街 | 玉带河西街                       | 玉带河西街   |

|  | 通州 新城 北門 南門 新城南門 西門 東門 北極閣 文昌閣 敵樓 舊敵樓 鼓樓 文殊塔 南溪閘 減水閘 通流閘 新城大街 西大街 北大街 东大街 南关大街 南大街 西顺城街 天成巷 帥府街 東關大街 十字街 大、小紅牌樓胡同 新街下坡胡同 新街口 西倉 南倉 中倉 馬家胡同 熊家胡同 四眼井胡同 史家胡同 白將胡同 大条胡同 二条 三条胡同 小燒酒胡同 半截胡同 大燒酒胡同 中倉胡同 倉溝 史家胡同 石板胡同 如意胡同 蔡家胡同 教子胡同 東塔胡同 前剪子巷 后剪子巷 豆腐巷 八里橋 通利橋 哈叭橋 善人橋 臥虎橋 吾党橋 東水關 南水關 東海 西海 葫蘆頭 石壩 土壩 北運河 通州衛 理事廳 倉場署 刑錢府 江蘇局 浙江局 貢院 後營 東營房 西營房胡同 定邊衛 北後街 南街 黃亭 聖教寺 慈航寺 靜安寺 觀昌寺 文廟 武聖廟 大關廟 龍王觀 三官廟 萬壽宫 碧霞宫 射園 北果市 牛市口 魚市 糧食市 江米店 東柵欄口 西柵欄口 玉带河 |
|  | 光緒《通州志》中的“城池圖” |